# Oblast de Transcaspienne
1881–1919
Entités précédentes :
- District militaire de Transcaspienne

Entités suivantes :
- Oblast turkmène

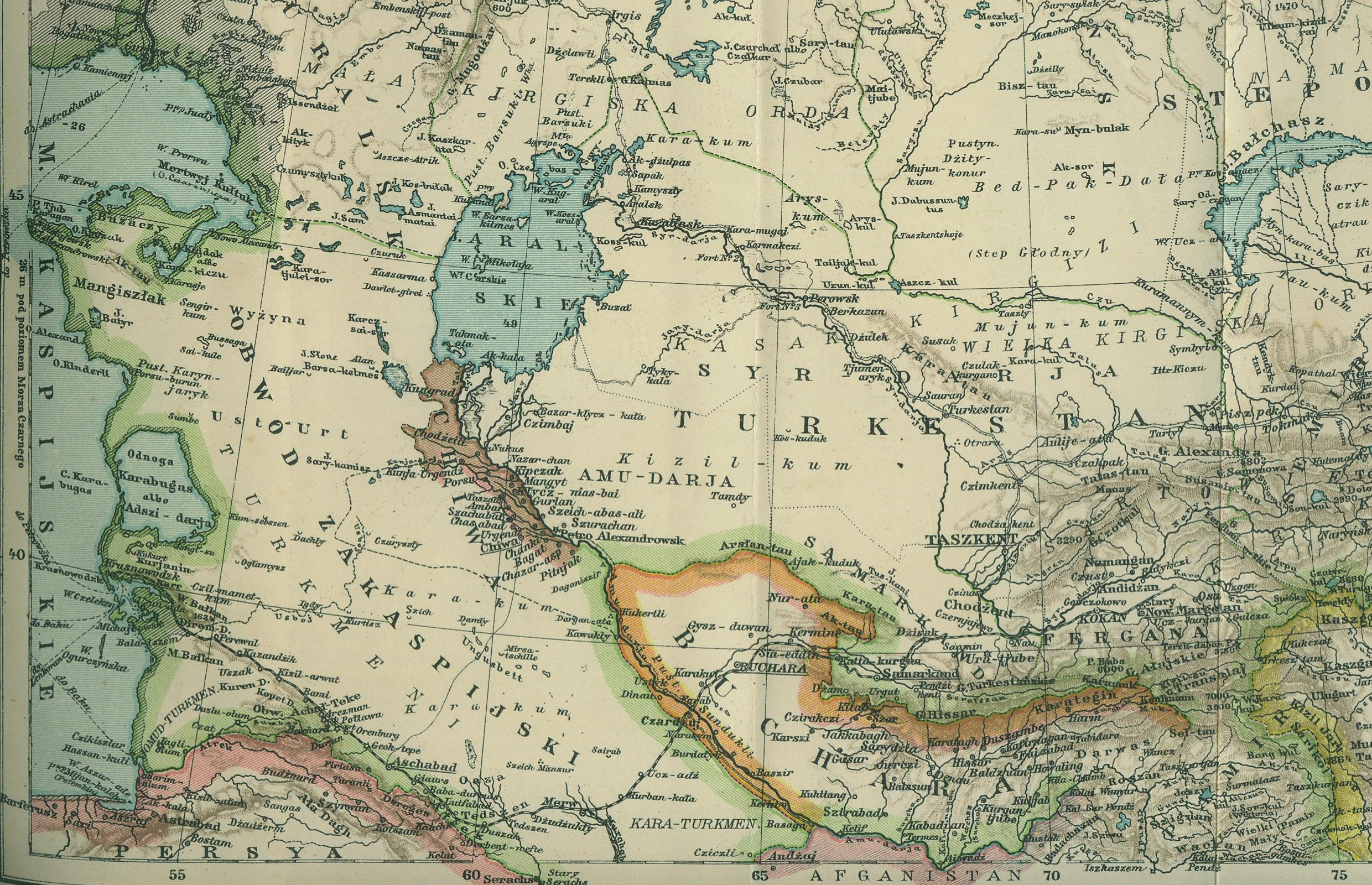
La région transcaspienne sur une carte polonaise de 1903.

L’oblast de Transcaspienne (en russe : Закаспийская Область), était une région de l'Empire russe comprise entre la mer caspienne et la mer d'Aral et limitée au nord par les sables de sam, au sud par la rivière Giourguen et la chaîne du Kopet-Dag et à l'est par le Turkestan afghan. Elle correspond approximativement aux provinces de Balkan et Ahal (Turkménistan).

## Histoire
Les autorités de l'empire russe  fondèrent la région militaire transcaspienne en mars 1874 après le rattachement du khanat de Khiva en 1873 à l'empire, et la divisèrent en deux unités administratives : Manguychlak et Krasnovodsk. Initialement rattaché à l'administration militaire du Caucase (et donc, vu de Tiflis, de l'autre côté de la Caspienne) l'oblast est créé le 6 mai 1881 (18 mai dans le calendrier grégorien). La région fut desservie à partir de 1886 par le chemin de fer transcaspien.  Après la révolution d'Octobre, des parties de la Transcaspienne ont été brièvement occupées par les forces indo-britanniques venues de Mechhed. En 1918, les bolchéviques intégrèrent la région au sein de la république du Turkestan qui dura jusqu'en 1924. L'ouiezd de Manguychlak en est détaché en 1920 et intégré à la République soviétique socialiste autonome kirghize. L'ancien oblast était l'un des derniers lieux de résistance des Basmatchi à la domination bolchevique, les derniers rebelles turciques fuyant aux frontières afghane et perse en 1922-1923.

## Population
Selon le recensement de 1897, la région transcaspienne était peuplée de la manière suivante dans ses cinq ouïezds :
1. Ouiezd d'Achkhabad, formé en 1882 : 92 205 habitants (dont 19 426 habitants à Achkhabad) pour une superficie de 86 746 verstes carrées
2. Ouiezd de Krasnovodsk, formé en 1882 : 53 768 habitants (dont 6 322 habitants à Krasnovodsk) pour une superficie de 110 000 verstes carrées
3. Ouiezd de Manguychlak : 68 555 habitants (dont 895 habitants à Fort-Alexandre - Alexandrovski-Fort) pour une superficie de 190 200 verstes carrées
4. Ouiezd de Merv, formé en 1884 : 119 255 habitants (dont 8 533 habitants à Merv) pour une superficie de 110 795 verstes carrées
5. Ouiezd de Tedjen, formé en 1884 : 48 704 habitants (dont 1 520 habitants à Serakhs) pour une superficie de 33 997 verstes carrées

Les groupes ethniques se répartissaient de la manière suivante :
| TOTAL       | 382,487 | 100 %  |
| ----------- | ------- | ------ |
| Turkmènes   | 248,651 | 65 %   |
| Kazakhs     | 74,225  | 19,4 % |
| Russes      | 27,942  | 7,3 %  |
| Persophones | 8,015   | 2,1 %  |